# Pentti Kokkonen
Pentti Kokkonen (ur. 15 grudnia 1955 r. w Jämsä) – fiński skoczek narciarski. Trzykrotny drużynowy medalista mistrzostw świata i zwycięzca Turnieju Czterech Skoczni.
Najlepsze wyniki w Pucharze Świata osiągnął w sezonie 1982/1983, kiedy to zajął 7. miejsce w klasyfikacji generalnej.
Zajął pierwsze miejsce w konkursach drużynowych na Mistrzostwach Świata 1984 w Engelbergu i w 1985 w Seefeld in Tirol. Zdobył także brązowy medal wraz z drużyną na mistrzostwach świata w Oslo. Zwyciężył również w 27. Turnieju Czterech Skoczni.

## Puchar Świata w skokach narciarskich

### Miejsca w klasyfikacji generalnej
- sezon 1979/1980: 54
- sezon 1980/1981: 10
- sezon 1981/1982: 20
- sezon 1982/1983: 7
- sezon 1983/1984: 16
- sezon 1984/1985: 15
- sezon 1985/1986: 44

### Miejsca na podium chronologicznie
1. Engelberg (25 stycznia 1981 r.) – 3. miejsce,
2. Lahti (6 marca 1981 r.) – 3. miejsce,
3. Lahti (4 marca 1982 r.) – 2. miejsce,
4. Thunder Bay (22 stycznia 1983 r.) – 3. miejsce,
5. Sankt Moritz (26 stycznia 1983 r.) – 3. miejsce,
6. Lahti (27 lutego 1983 r.) – 3. miejsce,
7. Thunder Bay (8 grudnia 1984 r.) – 2. miejsce.

## Igrzyska olimpijskie
- Indywidualnie
  - 1980 Lake Placid (USA) – 12. miejsce (duża skocznia), 5. miejsce (normalna skocznia)
  - 1984 Sarajewo (YUG) – 14. miejsce (duża skocznia), 12. miejsce (normalna skocznia)

## Mistrzostwa świata
- Indywidualnie
  - 1978 Lahti (FIN) – 5. miejsce (duża skocznia)
  - 1982 Oslo (NOR) – 6. miejsce (duża skocznia), 18. miejsce (normalna skocznia)
  - 1985 Seefeld in Tirol (AUT) – 8. miejsce (duża skocznia), 15. miejsce (normalna skocznia)
- Drużynowo
  - 1982 Oslo (NOR) – brązowy medal
  - 1984 Engelberg (SUI) – złoty medal
  - 1985 Seefeld in Tirol (AUT) – złoty medal